# Enrique González (beisbolista)
Enrique César González Lugo (Ciudad Bolívar, 14 de julio de 1982) o simplemente Enrique González es un béisbolista profesional apodado en Venezuela como "fresita" se desempeña como lanzador actualmente juega para Rimini Baseball Club en la Liga Italiana de Béisbol y con los Tiburones de La Guaira en la LVBP

## Carrera
González hizo su primer inicio contra el Cincinnati Rojos el 28 de mayo de 2006, lanzando seis innings contra los Arizona Diamondbacks y dejando una sola carrera. Sea en la rotación para una mayoría de la estación, pero era inconsistente y pitched fuera del bullpen para el últimas pocas semanas de la estación. El 17 de septiembre de 2007,  esté llega por medio de waivers a los Washington Nationals. El 5 de febrero de 2008, González fue reclamado en waivers por el San Diego Padres. Después de lanzar en cuatro juegos,  esté fue enviado a las menores el 15 de abril. Es dejado como agente libre al final la temporada. Firma en diciembre de 2008 un contracto en ligas menores con los Boston Red Sox y fue invitado para los campos de entrenamiento. Pasa la mayor parte de la temporada de 2009 en Triple A antes suber a la gran carpa el 8 de agosto de 2009 y es bajado al día siguiente.
El 11 de enero de 2010, González firmó un contrato de ligas Menores con los Tigres de Detroit con un invitación para campos de entrenamientos. González subió a las mayores el 10 de junio de 2010 para reemplazar al lesionado Ryan Perry.
Los Tigres compraron su contrato el 22 de mayo de 2011. El 13 de junio es sacado de roste de Triple-A
A partir del verano 2014 , juega para Rimini Baseball Club en Italia.
Durante los inviernos jugó en la Liga Venezolana de Béisbol Profesional con los Tiburones de La Guaira. También vistió la camiseta de los Navegantes del Magallanes en el año 2013 en calidad de refuerzo para el round robin y la final. Con los turcos, González obtuvo su único anillo de campeón en Venezuela.